# Mainzer Landstraße
Mainzer Landstraße es una de las principales calles de Fráncfort del Meno, Alemania, que discurre desde el centro hacia los barrios periféricos de la ciudad. La calle corre en gran medida paralela al Río Meno por su orilla norte, y con 8,3 km es la segunda calle más larga de Fráncfort.

## Historia
La calle se construyó entre 1746 y 1750 como parte de la ruta entre Fráncfort y Maguncia. Debido a que era una de las calles con más tráfico de la ciudad, surgieron fábricas en ella durante la industrialización de Alemania en el siglo XIX, incluidas las de Adler y Tenovis. Pronto llegó el tranvía, las actuales líneas 11 y 21, apoyado por las industrias de la calle. Cuando estalló la Primera Guerra Mundial, había unas cuarenta factorías en la calle, y más en sus calles laterales.
Con la apertura de la Bundesautobahn 66, Mainzer Landstraße se ha vuelto menos importante para viajes de larga distancia y ahora principalmente facilita desplazamientos en el oeste de Fráncfort. En consecuencia, fue degradada de carretera regional (Landesstraße) a carretera comarcal (Kreisstraße).

## Ruta

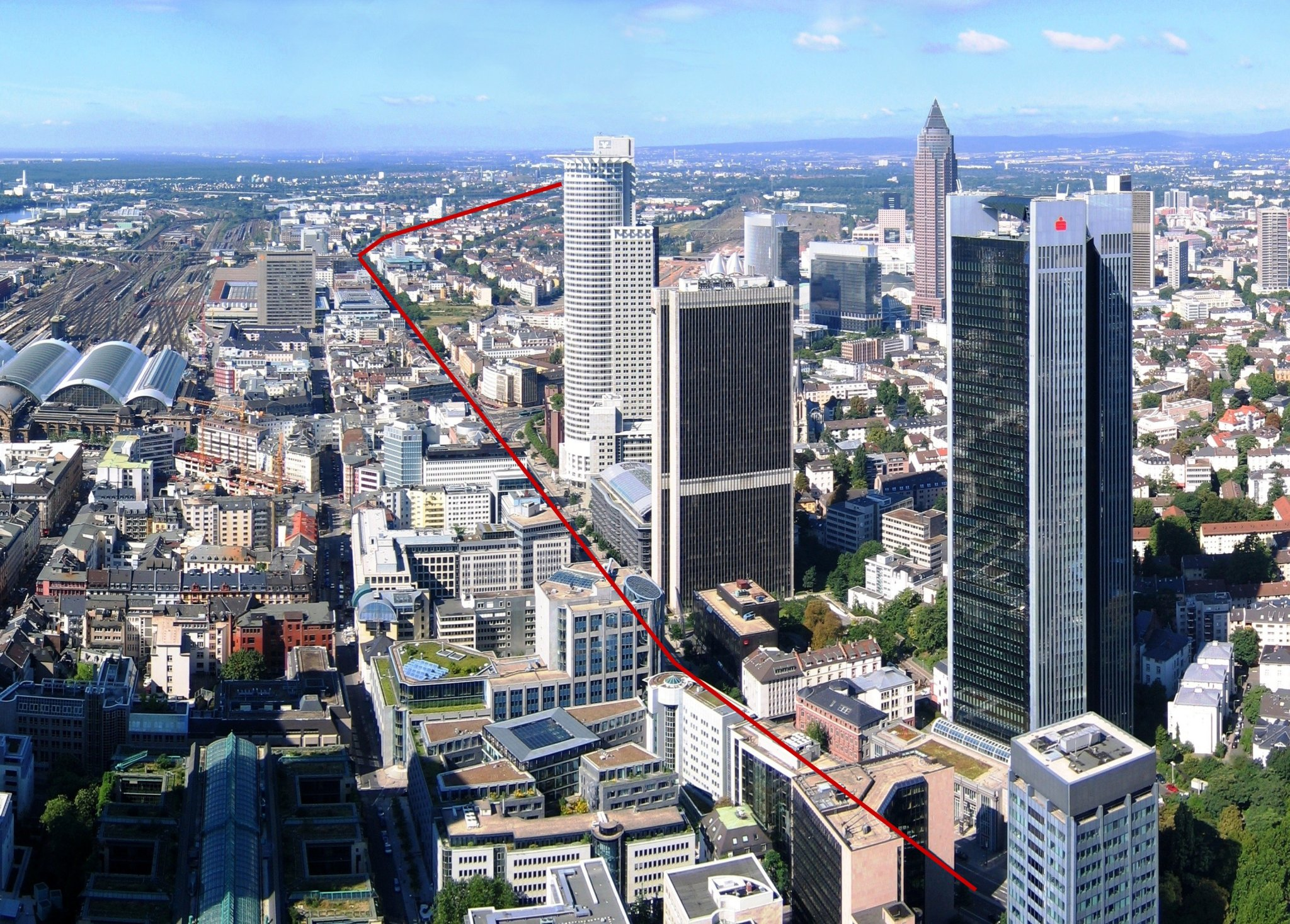
Mainzer Landstraße vista desde Maintower hacia el oeste

Desde Innenstadt, Mainzer Landstraße pasa por Westend, Bahnhofsviertel, Gallus, Griesheim y Nied, en dirección a Höchst.
La calle comienza en la estación de Taunusanlage, cerca de las torres gemelas del Deutsche Bank. Entre Taunusanlage y Platz der Republik pasa junto a la Westendtower, el Frankfurter Büro Center y City-Haus. Las líneas de tranvía entran en Mainzer Landstraße en Platz der Republik, y la calle continúa hacia Gallus, donde pasa bajo la estación Galluswarte del S-Bahn y pasa junto a la torre Galluswarte, que marca las históricas murallas de Fráncfort. La sección de la calle en Gallus es conocida por su alta concentración de concesionarios y talleres de automóviles. Una ruta alternativa del tranvía hacia el sur permite que el tranvía se desvíe de parte de Mainzer Landstraße alrededor de Galluswarte y una cola de maniobras en Mönchhofstraße, en las afueras de Gallus, permite que los tranvías paren y cambien de sentido allí en horas no punta.
En la frontera entre Gallus y Griesheim, la calle pasa por debajo de la Bundesautobahn 5 antes de unirse a la Bundesstraße 40, que conecta el centro de la ciudad con el Aeropuerto de Fráncfort del Meno y la Bundesautobahn 66, cerca de Nied. El tranvía circula por un paso elevado por encima del cruce, y un bucle globo en la Nied Kirche (Iglesia de Nied) permite que la línea 21 termine aquí.
Después la calle cruza el Río Nidda, y termina en Höchst, donde meets a Bolongarostraße. Esta calle, y su continuación, Brüningstraße, discurre por el casco antiguo de Höchst y el Industriepark Höchst, sede de Hoechst AG.